# Hof Wang (Shanxi)
Der Hof Wang befindet sich am Rand der Stadt Jingsheng in der chinesischen Provinz Shanxi. Er war Wohnsitz der Kaufmannsfamilie Wang und gilt als eines der bedeutendsten Beispiele bürgerlicher Architektur aus der Qing-Dynastie.
Der im 17. und 18. Jahrhundert errichtete Hof besteht aus drei großen Wohnkomplexen mit jeweils eigenen Außenmauern. Der kleinste ist der östliche Gao Jia Ya, über den der Eingang in die Anlage erfolgt. Über eine Brücke gelangt man von dort aus in das Hong Men Bu (Red Gate Fort). Im Westen liegt der dritte Wohnkomplex Chong Ning Bu. Südlich des Hong Men Bu steht die Wang's Ancestral Hall. Insgesamt nimmt die Hofanlage eine Fläche von rund 15 Hektar ein und umfasst 231 Hofhäuser mit 2078 Räumen.
Der Hof Wang ist für Touristen geöffnet.